# 矢板インターチェンジ
矢板インターチェンジ（やいたインターチェンジ）は、栃木県矢板市片岡にある、東北自動車道のインターチェンジ。

## 概要
矢板市のほか、東京方面から大田原市へ、仙台方面からさくら市・塩谷町・高根沢町・那須烏山市・真岡市へのアクセスに使われる。
東北自動車道が並行する国道4号と接続する川口JCT以北としては最初のインターチェンジであり、料金所直近を通る旧道への出入口の他、東北本線（宇都宮線）をまたいで国道4号と直結する、長大なランプウェイが設けられている。
仙台方面からの上り車線では、インター入り口から東京方面に向かって1キロメートル（km）以上に渡り長いゆるやかな上り坂となっており、減速しやすい。また、リゾート地である那須・塩原地区から帰路につく車が那須・黒磯板室・西那須野塩原の各ICで合流してくるため、交通量が飛躍的に増える。このため、特に春〜秋の観光シーズンの土日や祝日の夕方には必ずといっていいほど渋滞が発生するようになっており、交通情報では常連の渋滞地点となっている。この渋滞の解消を図るため、矢板IC上り線入口の合流車線を、通常の約200メートル（m）から、上り坂の終点までである約1.9kmまで大幅に延長する工事が行われ、2010年7月16日より供用開始となっている。

## 道路
直接接続
- E4 東北自動車道（11番）
- 国道4号
- 栃木県道30号矢板那須線（国道4号旧道）

## 料金所
- ブース数：8

### 入口
- ブース数：3
  - ETC専用：1
  - ETC・一般：1
  - 一般：1

### 出口
- ブース数：5
  - ETC専用：2
  - ETC・一般：1
  - 一般：2

## 周辺
- 片岡駅

## 隣
E4 東北自動車道
(10)宇都宮IC - (10-1)上河内SA/SIC - (11)矢板IC - (11-1)矢板北PA/SIC - (12)西那須野塩原IC